# Мартин де Кордова и Веласко
Мартин де Кордова-и-Веласко (исп. Martín de Córdoba y Velasco; 1520—1604, Алькаудете) — испанский дворянин, военный и государственный деятель, маркиз Кортес, губернатор Орана (1575—1585) и вице-король Наварры (1589—1595).

## Биография
Сын Мартина Алонсо Фернандеса де Кордовы (ок. 1498—1558), 1-го графа Алькаудете, и Марии Леонор Пачеко. Его старшим братом был Альфонсо де Кордова-и-Веласко, 2-й граф Алькаудете.
В юности он учился в Саламанкском университете, как это было принято у сыновей знати, которые не были первенцами.
В 1543 году он отправился в Оран, где его отец был губернатором и генерал-капитаном. В том же году Мартин был оставлен ответственным за крепость, когда его отец отправился завоевывать Тлемесен. Во время своего пребывания в Северной Африке он командовал войсками своего отца в различных сражениях и руководил управлением Орана трижды: в 1547 году, между 1550 и 1554 годами и в 1557 году. В 1558 году он участвовал вместе со своим отцом в битве при Мостаганеме, закончившаяся тем, что его отец погиб в бою, а Мартин захвачен как христианский раб Хасан-пашой, сыном Барбароссы. Его держали в плену в Алжире в течение трех лет, пока его старший брат Альфонсо, новый губернатор Орана, не заплатил выкуп в размере 23 000 эскудо. После освобождения он помогал своему брату в управлении Ораном. Замечательной была их роль во время обороны Мазалквивира в 1563 году, когда им удалось отразить османское нападение. Эта победа принесла ему энкомьенду Орначос в Ордене Сантьяго. В 1564 году он остался во главе оранского гарнизона, когда его старший брат согласился на должность вице-короля Наварры.
В 1565 году король Филипп II назначил его членом государственного и военного совета. В том же году он женился на Херониме де Наварра-и-Энрикес де Карра, маркизе де Кортес, после того, как она овдовела от первого брака с Хуаном де Бенавидесом Манрике. Этот брак принес ему титулы 7-го маршала Наварры и маркиза Кортеса, хотя потомства у них не было.
В 1575 году король Филипп II отправил его обратно в Африку в качестве губернатора Орана и Мазалквивира и генерал-капитана королевства Тлемсен. Там у него были стычки с королем Тлемсена Амиром Зулейманом за неуплату вассальных налогов испанскому королю. Взяв короля в плен, он наконец согласился заплатить оговоренные налоги.
В 1589 году он был назначен, как и его отец и старший брат ранее, на должность вице-короля Наварры. Там он усилил оборону Памплоны, ключевой из-за ее близости к границе с Францией, пока она не стала почти неприступным местом.
В 1595 году король Филипп II подумал о передаче ему управления Фландрией, хотя он отказался из-за преклонного возраста. Наконец, он передал ему энкомьенду Сокуэльямос в Ордене Сантьяго и дал ему пост президента Совета Орденов в апреле того же года. В 1600 году он удалился в монастырь Санта-Клара в Алькаудете, где и умер в 1604 году.